# Paternion
Paternion est une commune autrichienne du district de Villach-Land en Carinthie.

## Géographie

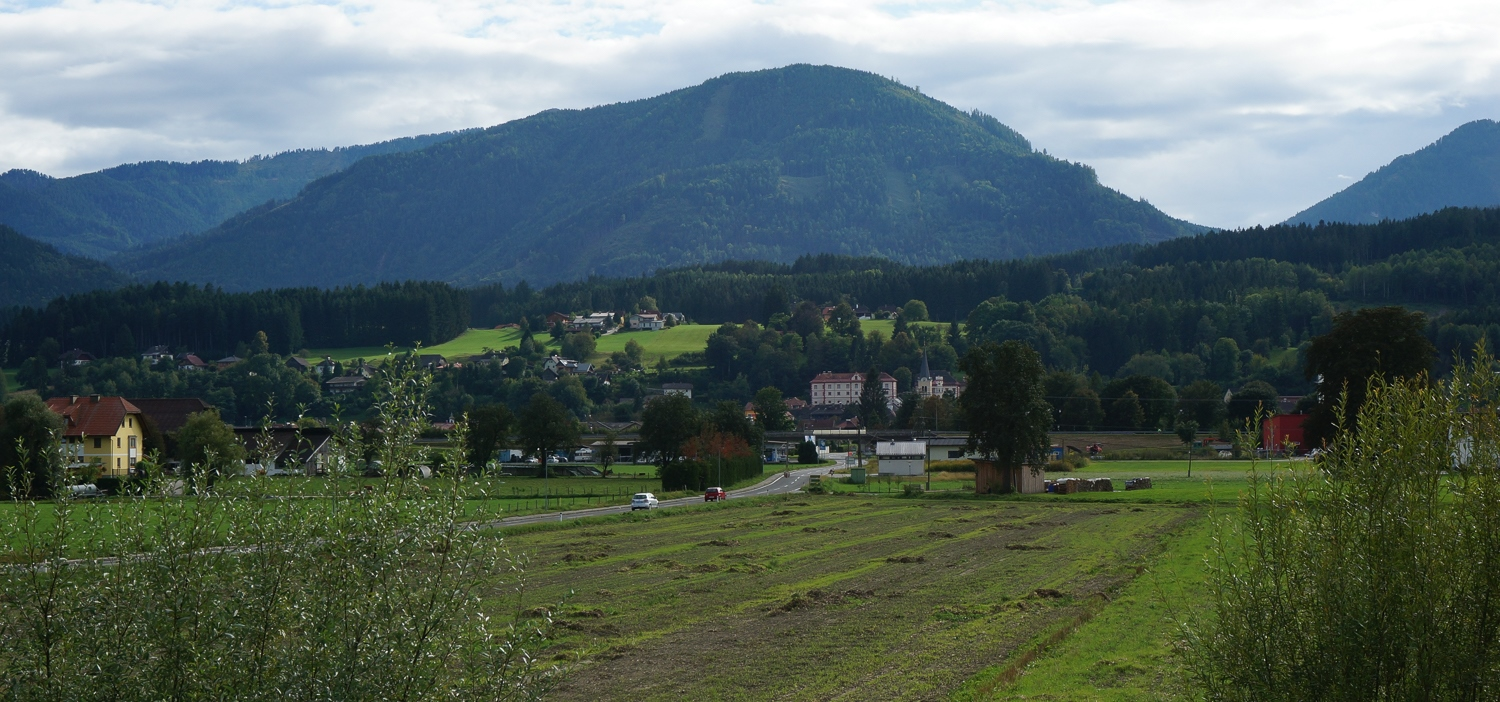
Vue sur la vallée de la Drave.

Le territoire de la commune (Marktgemeinde) s'étend dans la vallée de la Drave, au pied nord des Alpes de Gailtal. Le centre de Paternion se trouve à environ 18 kilomètres au nord-ouest de Villach.
La commune est située à proximité d'une sortie de l'autoroute A10.

## Histoire
La région est habitée au moins depuis l'époque de la culture de Hallstatt ; quelques traces d'habitations celtes désignent l'existence d'une forteresse (oppidum) pendant la période La Tène. Les colons vivaient de l'extraction du plomb, du zinc, du cuivre et du fer, ainsi que de la recherche d'or. À ce temps-là, la vallée de la Drave appartient au royaume de Noricum, une province romaine à partir de 15 av. J.-C. Le village de Duel était le site d'un camp romain et d'une basilique paléochrétienne.

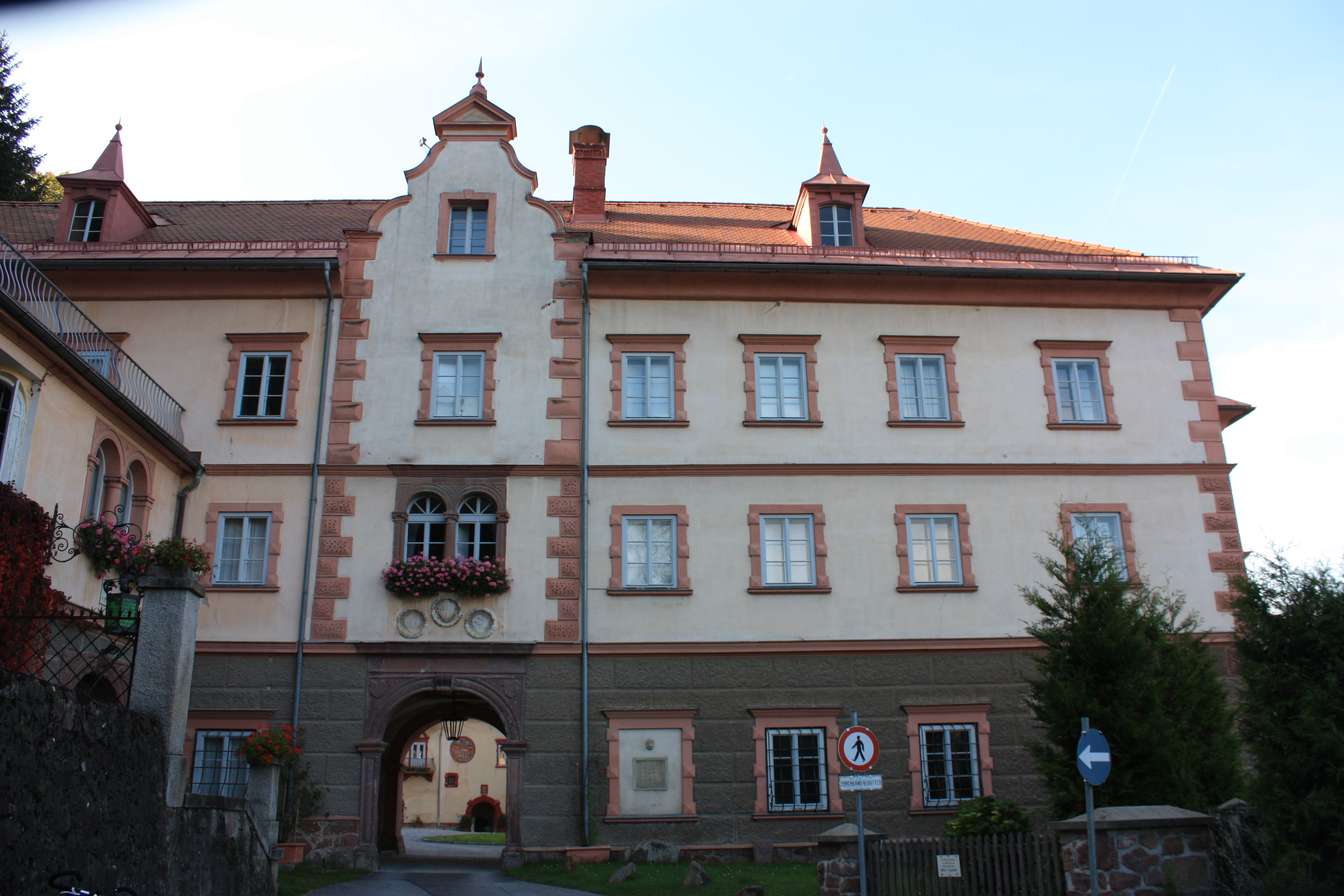
Le château.

Le nom de l'église de Paternianus apparaît à partir de 1296, la paroisse était reliée au patriarcat d'Aquilée. Au XIVe siècle, le lieu a temporairement abrité le siège d'une collégiale. Le château de Paternion fut évoqué pour la première fois en 1354. Les activités minières dans la région, notamment du cinabre et du mercure, demeurent ainsi des facteurs économiques très déterminant.
En 1518, Paternion devient le chef-lieu d'une seigneurie au sein du duché de Carinthie. Les citoyens ont obtenu les droits de marché sous le règne de l'archiduc Ferdinand Ier en 1530. Au XVIIIe siècle, de nombreux résidents ont dû s'enfuir ou ont été déplacés dans le cadre de la Contre-Réforme lancée par les souverains de la maison de Habsbourg.
La municipalité actuelle se constitua en 1850.

## Sport
- Championnats du monde de biathlon 1989

## Personnalités liées à Paternion
- Odilo Globocnik (1904–1945), criminel de guerre nazi, se suicide à Paternion le 31 mai 1945.
- Josef Winkler, né 1953 dans le village de Kamering, écrivain.

## Jumelages
Paternion est jumelée avec :
- Ladenburg (Allemagne) depuis 1984.